# Aeroportul Karara
Aeroportul Karara (IATA: KQR, ICAO: YKAR) este un aeroport din Australia de Vest, Australia.
Situat la o altitudine de 314 m, aeroportul dispune de o singură pistă.